# Gorgonzola (stacja metra)
Gorgonzola – stacja metra w Mediolanie, na linii M2. Znajduje się w miejscowości Gorgonzola i zlokalizowana jest pomiędzy stacjami Cascina Antonietta, a Villa Pompea. Została otwarta w 1972.